# ألكسندرا كرونتش
ألكساندرا كرونتش (بالروسية: Крунич, Александра Братиславовна) مواليد 15 مارس 1993 في موسكو، هي لاعبة كرة مضرب روسية بدأت مسيرتها كمحترفة سنة 2008 تلعب باليد اليمنى وتحتل حالياً المرتبة رقم. 120 (8 فبراير 2016) في تصنيف رابطة محترفات كرة المضرب. أعلى تصنيف لها في الفردي كان المركز الـ 62 في سنة 2015.

## وصلات خارجية
- ألكسندرا كرونتش على موقع رابطة محترفات التنس (الإنجليزية)
- ألكسندرا كرونتش على موقع الاتحاد الدولي لكرة المضرب (الإنجليزية)
- ألكسندرا كرونتش على موقع كأس بيلي جين كينغ (الإنجليزية)
- ألكسندرا كرونتش على موقع بطولة ويمبلدون (الإنجليزية)
- ألكسندرا كرونتش على موقع خلاصة التنس.كوم (الإنجليزية)
- ألكسندرا كرونتش على موقع إي إس بي إن.كوم (الإنجليزية)
- ألكسندرا كرونتش على موقع اللجنة الأولمبية الدولية (الإنجليزية)
- ألكسندرا كرونتش على موقع أوليمبيديا (الإنجليزية)
- ألكسندرا كرونتش على موقع اللجنة الأولمبية الصربية (الصربية)
- Official page